# Johannes Willms
Pour les articles homonymes, voir Willms.
Johannes Willms, né le 25 mai 1948 à Wurtzbourg et mort le 11 juillet 2022 à Munich) est un historien et un journaliste allemand.

## Biographie
Johannes Willms a passé sa jeunesse à Karlsruhe. Son père Günther Willms était juge à la cour fédérale de justice à Karlsruhe. Après son Abitur au Bismarck-Gymnasium Karlsruhe (de), il a étudié la philologie classique, l’histoire, l’histoire de l'art et la science politique à Vienne, à Séville et à l'université de Heidelberg. En 1975, il a passé son doctorat à Heidelberg auprès de Reinhart Koselleck. Ensuite, il a travaillé comme journaliste, d'abord pour la radio hessoise (Hessischer Rundfunk), après 1978 pour ZDF où de 1988 à 1992, il a dirigé le magazine Aspekte (de) et a conçu l'émission télévisée Das Literarische Quartett. Par la suite, il a été de 1993 jusqu'à 2000, directeur littéraire de la Süddeutsche Zeitung avant de rejoindre Paris en tant que correspondant en France. En 2008, il a reçu le prix de l'Académie de Berlin.
À côté de son travail journalistique, Willms a fait paraître plusieurs publications historiques scientifiquement étayées qui s'adressent, par leur contenu et par leur style, à un large public. C’est l'histoire de la France qui est le sujet principal de son travail.

## Publications

### Comme auteur
- Die Politik der officiers royaux auf den Etats Généraux 1576–1614. Diss. Heidelberg 1975
- Nationalismus ohne Nation. Deutsche Geschichte von 1789 bis 1914. Claassen, Düsseldorf 1983,  (ISBN 3-546-49695-7) Fischer Taschenbuch, Francfort-sur-le-Main 1985,  (ISBN 3-596-24350-5)
- Paris. Hauptstadt Europas 1789–1914. Beck, Munich 1988,  (ISBN 3-406-33387-7)
  - Paris. Hauptstadt Europas 1800–1914. Beck, Munich 2000,  (ISBN 3-406-42170-9) (um das erste Kapitel gekürzte Neuausgabe)
- Bismarck – Dämon der Deutschen. Anmerkungen zu einer Legende. Kindler, Munich 1997,  (ISBN 3-463-40296-3)
- Bismarck – Dämon der Deutschen. Anmerkungen zu einer Legende. DTV, Munich 2015,  (ISBN 978-3-423-34838-6) (Um ein Vorwort ergänzte Neuausgabe)
- Napoleon. Verbannung und Verklärung. Droemer, Munich 2000,  (ISBN 3-426-27210-5)
- Die deutsche Krankheit. Eine kurze Geschichte der Gegenwart. Hanser, Munich 2001,  (ISBN 3-446-20078-9)
- Gebrauchsanweisung für Frankreich. Piper, Munich 2005,  (ISBN 3-492-27544-3)
- Napoleon. Eine Biographie. Beck, Munich 2005,  (ISBN 3-406-52956-9); Pantheon, München 2007,  (ISBN 978-3-570-55029-8)
- Balzac. Eine Biographie. Diogenes, Zurich 2007,  (ISBN 978-3-257-06624-1)
- St. Helena. Kleine Insel, großer Wahn. Mare, Hambourg 2007,  (ISBN 978-3-86648-060-5)
- Napoléon III. Frankreichs letzter Kaiser. Beck, Munich 2008,  (ISBN 978-3-406-57151-0)
- Frankreich. Beck, Munich 2009,  (ISBN 978-3-406-57853-3) (Die Deutschen und ihre Nachbarn, Band 6)
- Stendhal. Biographie. Hanser, Munich 2010,  (ISBN 978-3-446-23419-2)
- Talleyrand. Virtuose der Macht 1754-1838. Beck, Munich 2011,  (ISBN 978-3-406-62145-1).
- Tugend und Terror. Geschichte der französischen Revolution. Beck, Munich 2014,  (ISBN 978-3-406-66936-1).
- Waterloo. Napoleons letzte Schlacht. Beck, Munich 2015,  (ISBN 978-3-406-67659-8).

### Comme éditeur
- Freiheit oder Kapitalismus. Ulrich Beck im Gespräch mit Johannes Willms. Suhrkamp Taschenbuch, Francfort-sur-le-Main 2000,  (ISBN 3-518-41206-X)
- Julie de Lespinasse: Briefe einer Leidenschaft 1773–1776. Beck, Munich 1997,  (ISBN 3-406-42336-1)

## Récompenses et distinctions
- 2008 : Prix de l'Académie de Berlin